# XXII Conferencia Internacional sobre el Sida
La XXII Conferencia Internacional sobre el Sida fue el vigésimo segundo evento mundial organizado por la Sociedad Internacional de SIDA. Se realizó en la ciudad de Ámsterdam del 23 al 27 de julio de 2018.
La conferencia tuvo lugar 35 años después del descubrimiento del virus de la inmunodeficiencia humana, ocurrido en Francia el 20 de mayo de 1983.

## Progreso hasta el momento
En el mundo murieron 740.000 personas en 2017. La terapia antiviral consiste en la ingesta diaria de dos fármacos: Dolutegravir y Lamivudina, fue desarrollada por Pedro Cahn.
Quedaban dos años del Plan 90–90–90 que finaliza en 2020 y tiene como objetivo lograr que el 90% de los seropositivos conozca su condición, el 90% de estos reciba tratamiento y el 90% de estos esté negativizado.
Quedaban 12 años para alcanzar 2030, año proyectado para el logro de la erradicación de la enfermedad. Las Investigaciones trabajan en la búsqueda de un método que elimine el virus de los reservorios celulares.

## Organización
La Conferencia Internacional sobre el Sida regresó a Ámsterdam 26 años después, tras el evento de 1992. La presidenta del IAS Linda-Gail Bekker fue la encargada de presidir la Conferencia, en el último día concluyó su mandato y dio paso a su sucesor: el británico Anton Pozniak, como nuevo líder de la lucha contra el VIH/sida en el Mundo.

### Temática
Fueron invitados 15.000 personas pero al final hubo más de 18.000 asistentes. Se trató entre otras cosas:
- Debate sobre la efectividad del PrEP, puesta en duda por resultados positivos en algunos usuarios.
- Debate sobre una nueva política para frenar la epidemia en África subsahariana.

## Conclusión
Mientras el expresidente estadounidense Bill Clinton exponía sobre no vencerse a la búsqueda de una cura, meretrices interrumpieron su discurso para pedirle la legalización de la prostitución en los Estados Unidos.
A pesar de que ya se sabía y luego de que se confirmara una vez más; por los resultados obtenidos del Estudio Partner, la IAS ratificó que alcanzada la carga viral indetectable: es imposible trasmitir el virus.

### Camino a San Francisco 2020
Se criticó e informó que la enfermedad está aumentando en Asia y Europa Oriental debido a la desinformación y la poca dedicación de las autoridades a combatir el virus.